# 노보우랄스크

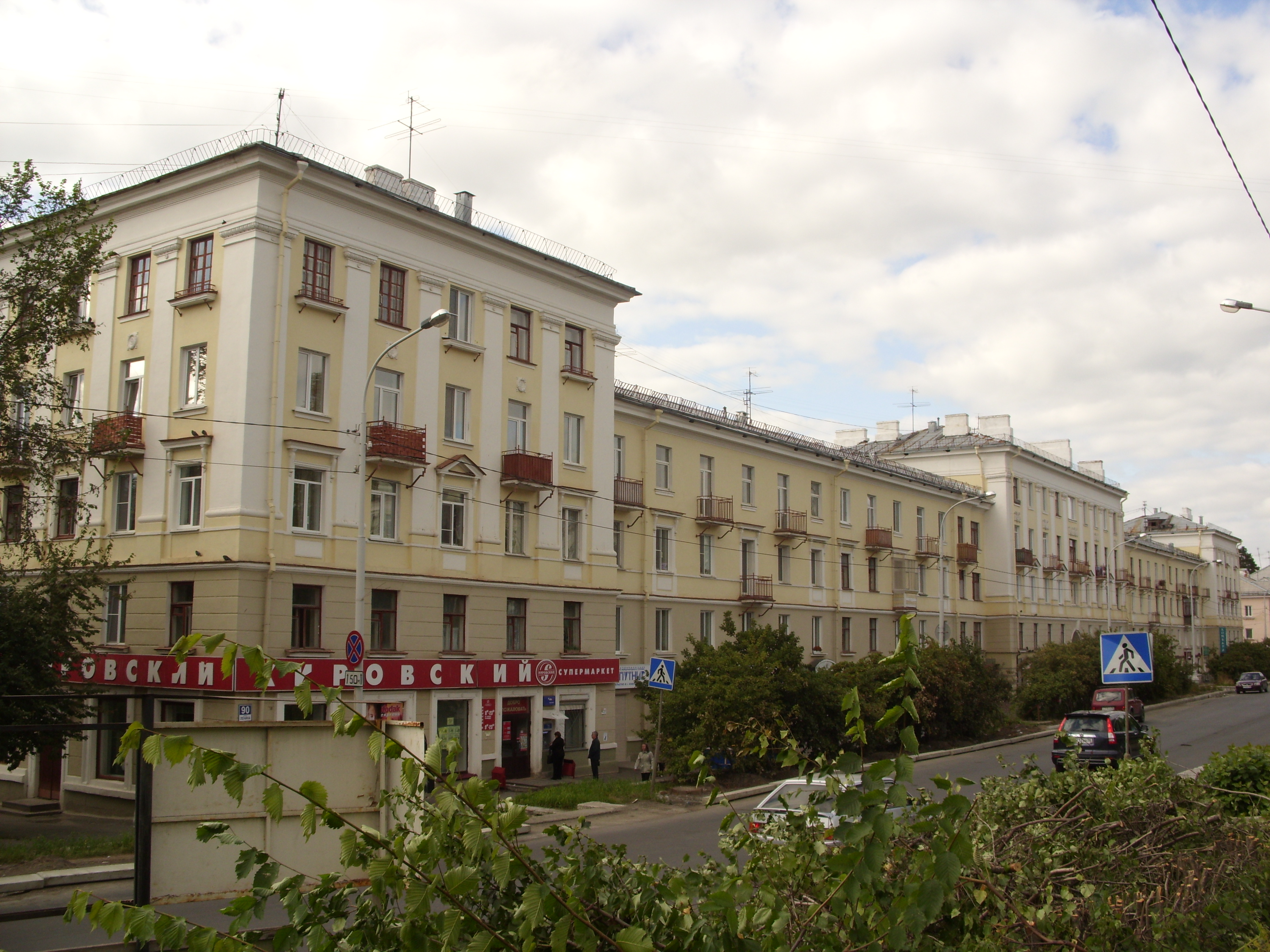
노보우랄스크

노보우랄스크(러시아어: Новоуральск)는 러시아 스베르들롭스크주에 위치한 도시로 인구는 85,522명(2010년 기준)이다. 스베르들롭스크 주의 주도인 예카테린부르크에서 북쪽으로 약 70km 정도 떨어진 곳에 위치한다.
1954년 스베르들롭스크-44(Свердловск-44)라는 이름의 폐쇄 도시가 설립되었다. 1994년에 기밀 해제가 되었지만 폐쇄 도시 지위는 그대로 남아 있다.